# Les Savy Fav
Les Savy Fav — американський інді-рок гурт із Нью-Йорка, створений у 1995 році.
В їх стилі відчувається вплив арт-панку та пост-хардкору. Гурт відомий сценічними витівками вокаліста Тіма Гарінгтона.
Гурт підписав контракт із лейблом Frenchkiss Records, який належить басисту гурту Сіду Батлеру.

## Історія
Учасники гурту познайомився під час навчання в Род-Айлендській школі дизайну в Провіденсі, штат Род-Айленд, у 1995 році. Деякі з учасників гурту були однокласниками творця мультфільму Family Guy, Сета Макфарлейна.
Концертні виступи гурту перемежовуються витівками фронтмена Гарінгтона, зокрема, спілкуванням із глядачами та зміною гардеробу на сцені. Решта гурту продовжує грати, наче нічого незвичайного не відбувається. Гітарист Гібб Слайф залишив гурт після виходу альбому The Cat and the Cobra у 1999 році. Барабанщика Пета Махоні змінив Харрісон Хейнс.
В середині 2005 року гурт пішов на заплановану перерву, що призвело до чуток, що гурт міг розпастися, але Тім Гаррінгтон підтвердив, що гурт Les Savy Fav повернеться, і вони дійсно повернулися, зігравши концерт на британському фестивалі All Tomorrow's Parties у травні 2007 року.
Ендрю Реуланд приєднався до гурту як другий гітарист у 2006 році. Гурт забронював час у студії в листопаді того ж року, щоб записати свій четвертий повноформатний альбом Let's Stay Friends, який вийшов 18 вересня 2007 року.
31 січня 2008 року гурт виконав сингл «Patty Lee» на ток-шоу Late Night with Conan O'Brien.
Їхня пісня «Hold Onto Your Genre» включена в саундтрек до гри MLB 2K7, а також використана у рекламі гри. Їхня пісня «Raging in the Plague Age» включена в саундтрек до гри GTA IV.
Басист Сід Батлер є власником лейбла Frenchkiss Records.
Сет Джабур відомий своєю роботою ілюстратора та графічного дизайнера.
Колишній барабанщик Пет Махоні виступав у гурті LCD Soundsystem.
Гурт Jetplane Landing із Деррі/Лондон включив до свого альбому Backlash Cop 2007 року пісню під назвою «Why Do They Never Play Les Savy Fav On The Radio?»
Пісня гурту Les Savy Fav, «The Sweat Descends», з'являється в рекламі фільму Cartoon Network, «Fire Breather», а також у саундтреку до гри College Hoops 2K7.
Епізод американського серіалу жахів True Blood 2011 року, «Let's Get Out of Here», був названий на честь пісні гурту, яка звучить у цьому епізоді.
У грудні 2011 року гурт став одним із кураторів фестивалю All Tomorrow's Parties «Nightmare Before Christmas» у Майнхеді, Англія, разом із гуртом Battles і музикантом Caribou.
Пісня «The Equestrian» включена в саундтрек до гри NHL 2K8.
Деякі учасники гурту зараз виступають у домашньому гурті ток-шоу Late Night With Seth Meyers.
У 2020 році гурт отримав запрошення на двадцяту річницю фестивалю Primavera Sound.
У лютому 2024 року гурт випустив новий сингл «Legendary Tippers». Пізніше в лютому було оголошено про їхній шостий альбом, який отримає назву Oui, LSF і вийде у травні. Вони також випустили сингл «Guzzle Blood».

## Музичний стиль
Спочатку музика гурту відрізнялася абразивним звучанням, яке відповідало жанру нойз-рок і нагадувало музику Fugazi і Jawbox. Пізніше їхня музика стала більш своєрідною, та отримала radio-friendly звучання, схоже на звучання гуртів Bloc Party та Enon.
Келе Окереке з гурту Bloc Party, в інтерв'ю The Observer у 2005 році, відзначив вплив гурту Les Savy Fav на стиль Bloc Party.
Учасники гурту Enon брали участь у записі кількох треків гурту Les Savy Fav.

## Дискографія

### Студійні альбоми
- 3/5 (1997, Self-Starter Foundation)
- The Cat and the Cobra (1999, Frenchkiss Records/Self-Starter Foundation)
- Go Forth (2001, Frenchkiss Records)
- Let's Stay Friends (2007, Frenchkiss Records)
- Root for Ruin (September 2010, Frenchkiss Records)
- Oui, LSF (May 2024, Frenchkiss Records)

### Мініальбоми
- Emor: Rome Upside Down (2000, Southern Records)

### Концертні альбоми
- After the Balls Drop, (2008, Frenchkiss) (Digital-only release)

### Збірники
- Repopulation Program, Les Savy Fav contribute Raise Buildings. (1996, Load Records)
- This Is Next Year: A Brooklyn-Based Compilation, Les Savy Fav contribute No Sleeves. (2001, Arena Rock Recording Co.)
- Inches, a compilation of singles from 1995 to 2004 (2004, Frenchkiss; re-released 2008 on Wichita Recordings)
- Warm &amp; Scratchy, Les Savy Fav contribute The Equestrian. (2007, Adult Swim)

### Сингли
- «Rodeo» (1997)
- «Our Coastal Hymn» (1999)
- «Reprobates Resume» (2001)
- «Reformat (Dramatic Reading)» (2001)
- «Obsessed with the Excess» (2003)
- «Yawn, Yawn, Yawn» (2003)
- «Hold On to Your Genre» (2004)
- «Knowing How the World Works» (2004)
- «The Sweat Descends» (2004)
- «We'll Make a Lover of You» (2004)
- «Accidental Deaths/Hit by Car» (2006)
- «Raging in the Plague Age» (2006)
- «What Would Wolves Do?» (2007)
- «Patty Lee» (2008)
- «Let's Get Out of Here» (2010) UK Sales No. 92[10]
- «Legendary Tippers» (2024)
- «Guzzle Blood» (2024)